# Arthur Legrand
Arthur Legrand (* 4. Juni 1991) ist ein belgischer Eishockeytorwart, der seit 2016 erneut für die Phantoms Antwerp in der belgisch-niederländischen BeNe League spielt.

## Karriere

### Clubs
Arthur Legrand begann seine Karriere beim IHC Leuven. Als 16-Jähriger wechselte er nach Frankreich, wo er zunächst im Nachwuchsbereich bei Reims Champagne Hockey spielte, bevor er zwei Jahre bei Hockey sur glace Dunkerque in der Division 2, der dritthöchsten Spielklasse des Landes, das Tor hütete. 2010 kehrte er nach Belgien zurück und spielt seither für die Phantoms Antwerp in der Ehrendivision. 2013, 2014 und 2015 wurde er zum besten Torhüter der Ehrendivision gewählt. 2015 konnte er mit den Phantoms auch den belgischen Meistertitel erringen. Anschließend ging er für ein Jahr in die Vereinigten Staaten, wo er für die Berlin River Drivers in der Federal Hockey League spielte. Seit 2016 ist er wieder in Antwerpen und spielt für die Phantoms in der belgisch-niederländischen BeNe League.

### International
Im Juniorenbereich vertrat Legrand sein Heimatland bei den U18-Weltmeisterschaften 2007, 2008 und 2009 sowie den U20-Weltmeisterschaften 2009, 2010 und 2011 jeweils in der Division II.
Im Erwachsenenbereich stand Legrand lange Zeit im Schatten des langjährigen Nationaltorwarts Björn Steijlen und gehörte so erstmals bei der Weltmeisterschaft 2015 in der Division II zum Kader der belgischen Eishockeynationalmannschaft. Er erreichte auf Anhieb die beste Fangquote und wurde so auch zum besten Torhüter des Turniers gewählt. Auch bei den Weltmeisterschaften 2017 und 2018 spielte er in der Division II.

## Erfolge und Auszeichnungen
- 2013 Bester Torhüter der Ehrendivision
- 2014 Bester Torhüter der Ehrendivision
- 2015 Belgischer Meister mit den Phantoms Antwerp
- 2015 Bester Torhüter der Ehrendivision
- 2015 Beste Fangquote und bester Torhüter der Weltmeisterschaft der Division II, Gruppe A